# Sybilla Rzewuska
Sybilla Rzewuska (ur. w 1805 w Wierzchowiskach, zm. 26 grudnia 1888 w Grabowcu) – działaczka patriotyczna i kobieca.
Urodziła się w zamożnej rodzinie ziemiańskiej, była córką Michała i Katarzyny z Poletyłów. Miała brata Dominika (1810-1850) żonatego z Apolonią z Iżyckich. W 1827 wyszła za mąż za Stanisława Kostkę Rzewuskiego (1798-1835). Mieli córkę Ksawerę Mariannę, żonę Tadeusza Węgleńskiego i syna Bronisława Ludwika żonatego z Heleną z Lemańskich.
Członkini grupy Entuzjastek skupionej wokół Narcyzy Żmichowskiej. oraz konspiracyjnej Organizacji kierowanej przez Edwarda  Domaszewskiego a następnie Henryka Krajewskiego. W 1850 została oddana pod nadzór policyjny.
Pochowana w Grabowcu w grobowcu rodziny Węgleńskich.